# 島添大里城
島添大里城（しましーうふざとぐすく）、史跡名:島添大里城跡(しましーおおざとじょうせき)は、現在の沖縄県南部にあった城（グスク）である。別名を大里城。
2005年まで存した自治体の大里村（現南城市）の村名は、このグスクの名に因む。現在は廃墟となっているが、2012年1月に国の史跡に指定されている。

## 歴史
島尻地域の東半分を支配下においた島添大里按司の居城であったが、佐敷グスクにあった尚巴志によって1402年に落城し、以後は第一尚氏の勢力圏に入った。尚氏時代は離宮として少なくとも15世紀中ごろまで使用されていた。首里城と並ぶ壮麗な宮殿であったという。1683年には清の冊封使が廃城した大里城を訪れている。南山王国国王の居城とされるグスクの一つ。他に南山城（島尻大里城）説があり、見解が分かれている。
沖縄戦では城内に陣地が置かれて建築資材に城壁が転用され、米軍の攻撃も相まって、大きな被害を受けた。戦後も復興資材に使われた結果、大半の遺跡は消失した。1961年に米軍の資材供与を受け公園事業として展望台やコンクリート道が整備され、その後私設のグスク公園（のち営業終了して大里村の公園になる）が建設され、島尻地域唯一のレクリエーション施設として賑わったが、城跡は一部改変された。平成2年度から発掘調査が始まり、戦後の公園事業の構造物を撤去しながら整備が進んだ。2012年1月には国の指定史跡となった。